# Issans
Issans – miejscowość i gmina we Francji, w regionie Burgundia-Franche-Comté, w departamencie Doubs.
Według danych na rok 1990 gminę zamieszkiwało 266 osób, a gęstość zaludnienia wynosiła 98 osób/km² (wśród 1786 gmin Franche-Comté Issans plasuje się na 483. miejscu pod względem liczby ludności, natomiast pod względem powierzchni na miejscu 981.).